# Klon jesionolistny
Klon jesionolistny (Acer negundo L.) – gatunek drzewa z rodziny mydleńcowatych (Sapindaceae). W obrębie rodzaju klasyfikowany do sekcji Negundo i serii Negundo. Występuje naturalnie w Ameryce Północnej i Środkowej (na południu sięga do Gwatemali i stanu Chiapas w Meksyku). Zawleczony, zdziczały i w pełni zadomowiony w wielu częściach świata, także w Polsce. Do Europy i Polski introdukowany został w XVIII–XIX wieku (kenofit). Występuje powszechnie niemal w całym kraju z wyjątkiem części Pomorza i Polski północno-wschodniej. Zaliczany jest do roślin inwazyjnych – niebezpiecznych dla rodzimej flory.

## Morfologia
PokrójOsiąga wysokość 18–20 (25) m. Formuje szeroką, rozłożystą i nieregularną koronę.
PieńDrzewo często wielopniowe lub nisko rozgałęzione, pnie zwykle krzywe, pokryte naroślami. Konary pokładające się, pędy pionowe, prętowate i dosyć sztywne, nagie i błyszczące lub pokryte sinym woskowym nalotem. Kora początkowo oliwkowozielona i gładka, z czasem robi się jasnoszara i spękana, z nieregularną siatką bruzd.
LiścieNieparzystopierzaste, składające się z 3–5, rzadziej 7–9 listków, osadzonych na krótkich łodyżkach. Listki są jajowate do jajowatolancetowatych, całobrzegie, nieregularnie piłkowane lub klapowane, osiągają długość do 10 cm. Liście ułożone naprzeciwlegle. Górna powierzchnia liści zielona, dolna owłosiona.
KwiatyRozdzielnopłciowe, rozmieszczone dwupiennie, bezpłatkowe. Męskie kwiaty zebrane w zwisające pęczki, żeńskie zebrane w grona.
OwoceJednostronnie oskrzydlony, wydłużony orzeszek (tzw. skrzydlak), który rośnie połączony symetrycznie z drugim. Skrzydlaki ustawione są pod kątem ostrym, skrzydełka prawie równoległe.

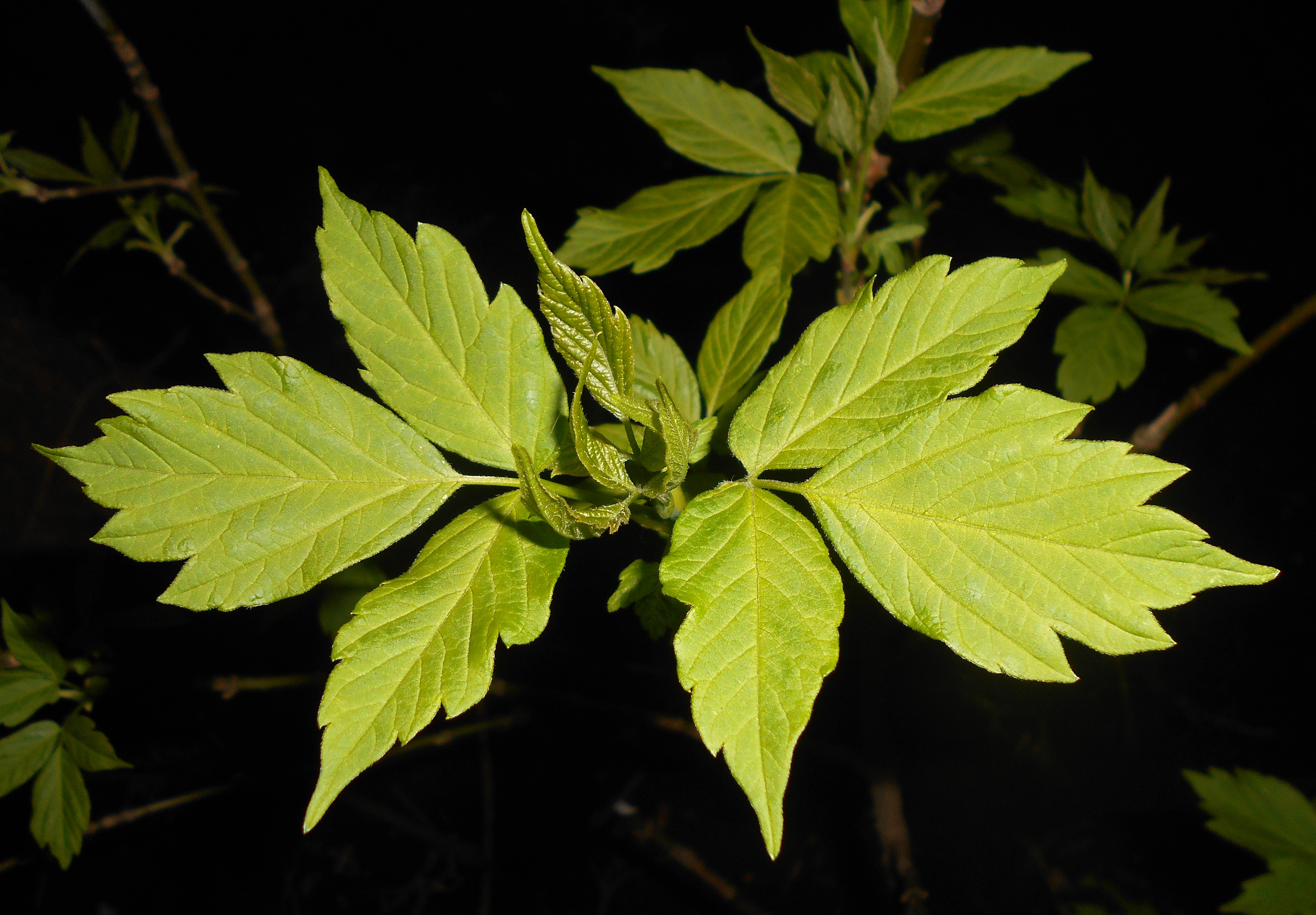
Liście
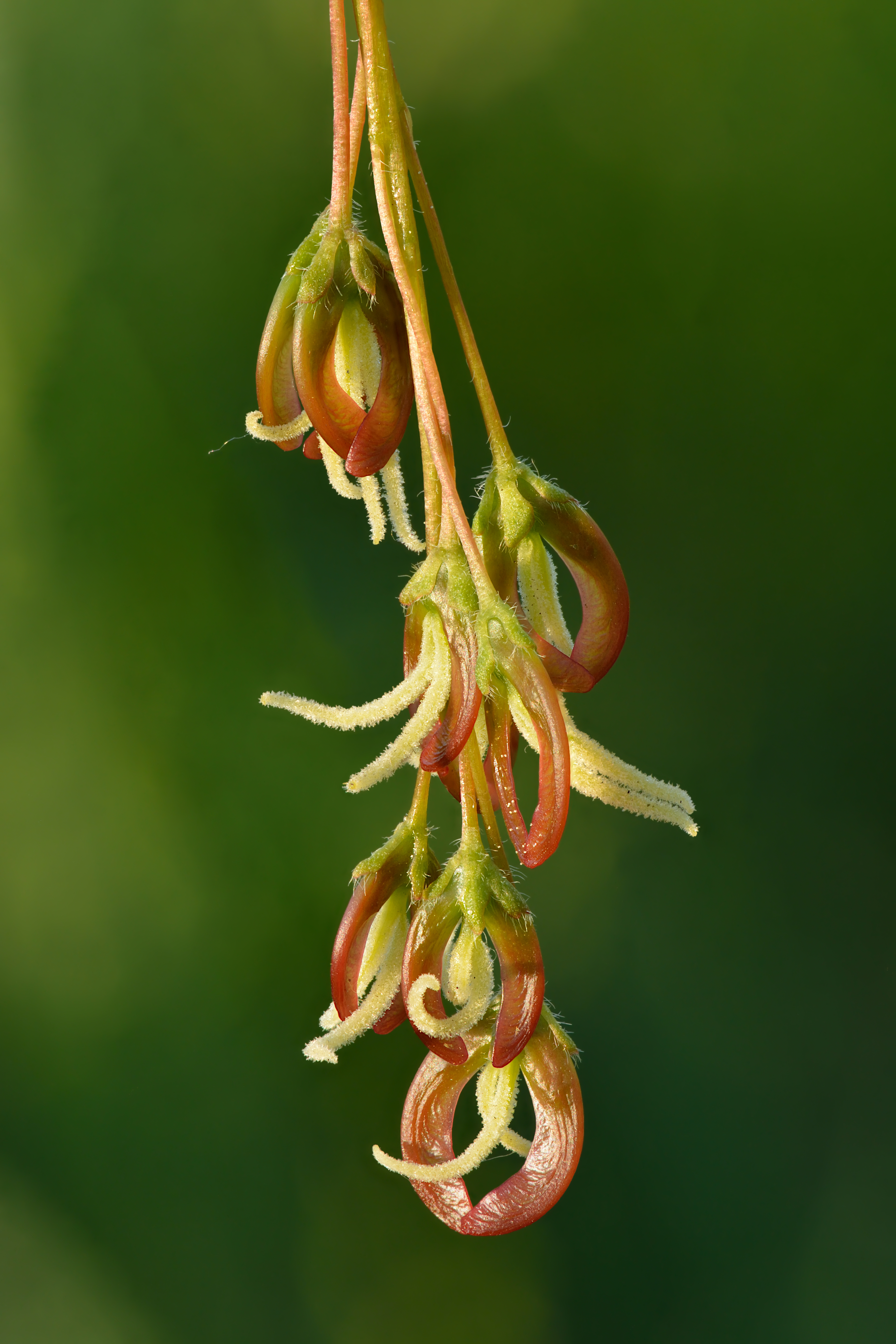
Kwiaty żeńskie
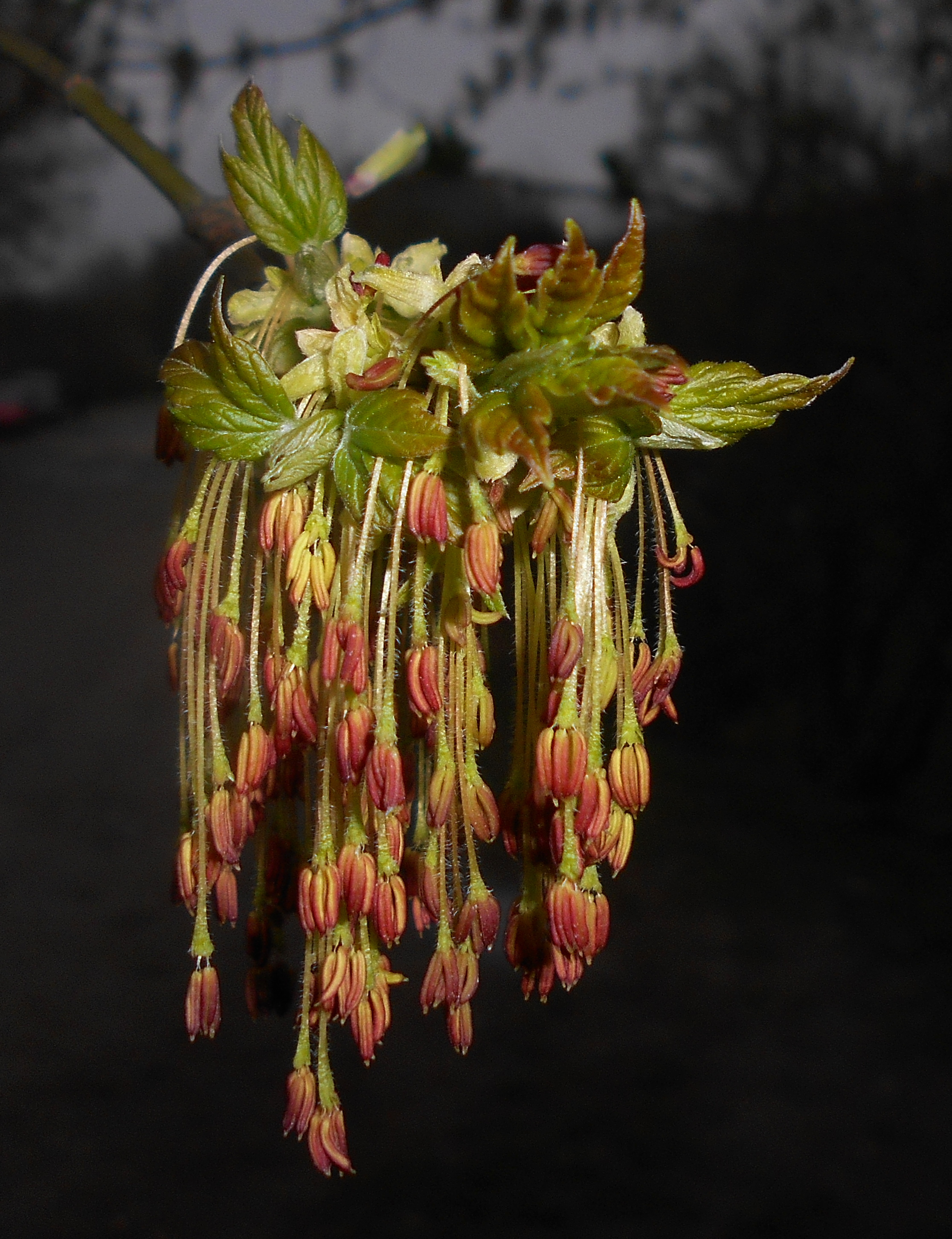
Kwiaty męskie
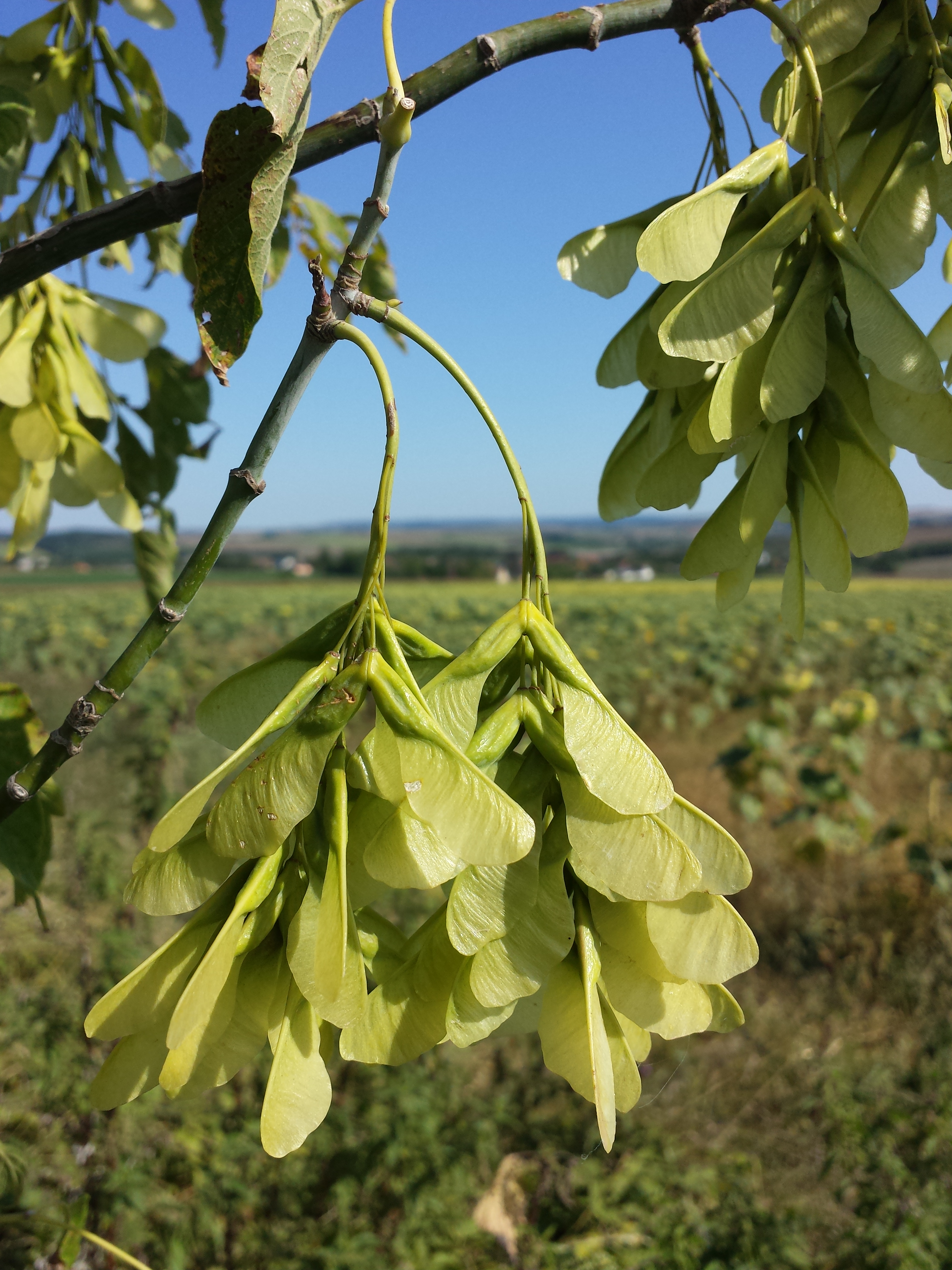
Owoce

Gatunki podobneOd klonu winnolistnego, klonu palmowego 'Hagomoro' i innych stale trójlistkowych klonów odróżnia się większym rozmiarem i bardziej nieregularnym pokrojem.

## Biologia i ekologia
Megafanerofit. Gatunek dwupienny. Kwitnie od marca do kwietnia. Kwiaty pojawiają się jeszcze przed rozwinięciem liści. Liczba chromosomów: 2n = 26. Rośnie szybko, ale jest krótkowieczny. Jego kruche gałęzie są często łamane przez wiatry lub śnieg.
Najlepiej rośnie w mieszanych lasach liściastych rosnących na żyznych, wilgotnych glebach. Bardzo odporny na suszę, zanieczyszczenia powietrza oraz mrozy. W Polsce sadzony i zdziczały, najczęściej nad rzekami.

## Zmienność

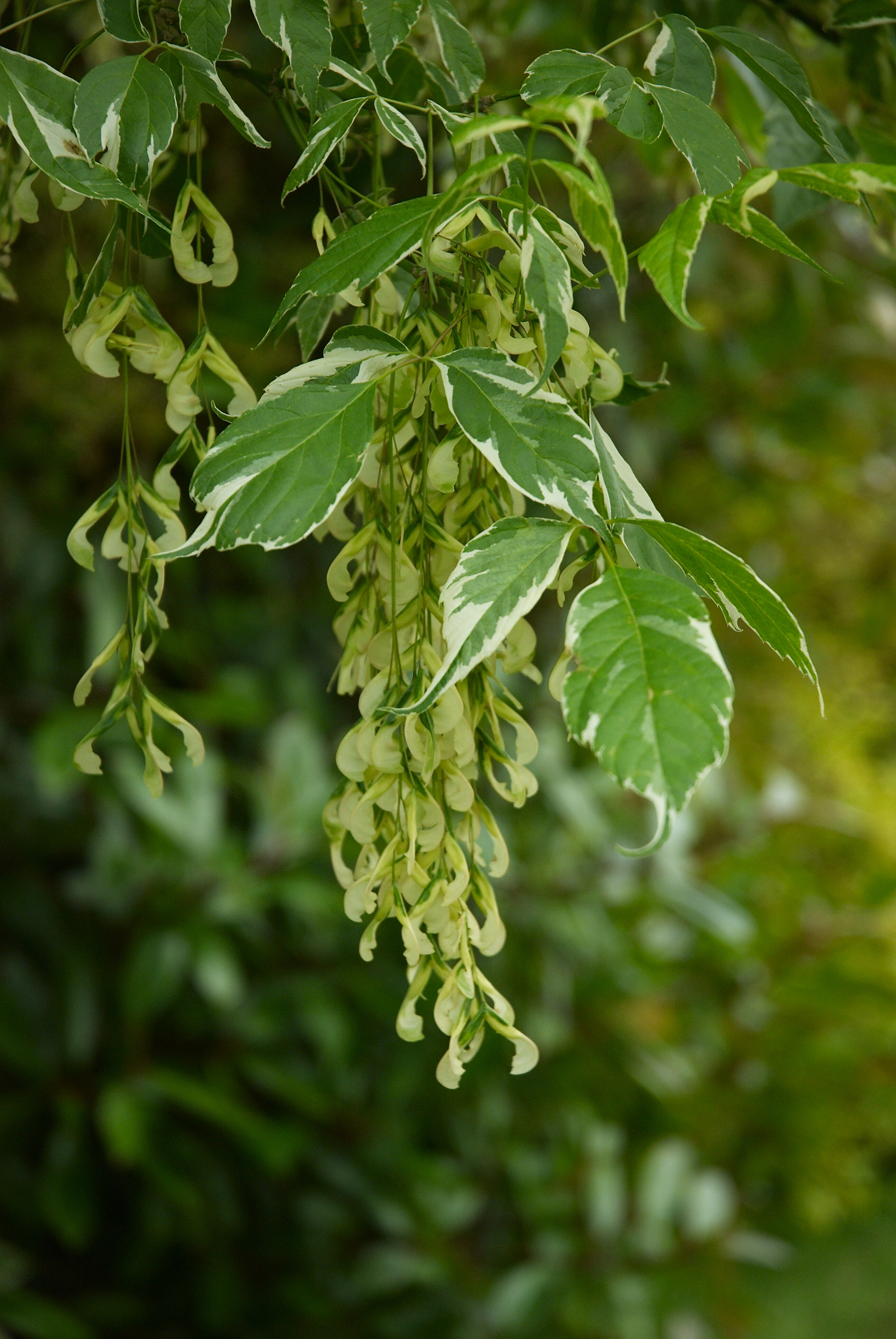
Odmiana 'Variegatum'

Wyróżnianych jest kilka taksonów niższego rzędu, w zależności od ujęcia opisywanych w randze podgatunków lub odmian:
- Acer negundo var. arizonicum Sarg.[10]
- Acer negundo subsp. californica (Torr. & A. Gray) Wesm.[3] lub Acer negundo var. californicum (Torr. & A.Gray) Sarg.[10]
- Acer negundo subsp. interius (Britton) Á. Löve & D. Löve[3] lub Acer negundo var. interior (Britton) Sarg.[10]
- Acer negundo subsp. mexicanum (DC.) Wesm.[3][10]
- Acer negundo var. texanum Pax[3][10]
- Acer negundo var. violaceum (Booth ex Loudon) H.Jaeger[10]

Niektóre z barwnych odmian hodowlanych klonu jesionolistnego:
- A. negundo 'Auratum' – odmiana żeńska, młode przyrosty jasnożółte, później jasnozielone[7].
- A. negundo 'Elegans' – błyszczące liście z szerokim jasnożółtym brzegiem[7].
- A. negundo 'Flamingo' – młode liście białe do jasnoróżowych z zielonymi plamami, o różowych ogonkach. Dorosłe liście ciemnozielone z białym obrzeżeniem[7].
- A. negundo 'Kelly's Gold' – odmiana żeńska, mała, jaskrawa[7].
- A. negundo 'Variegatum' – odmiana żeńska, o bardzo dekoracyjnych jasnych, białopstrych liściach i owocach z białymi skrzydełkami[7].

## Zastosowanie
Roślina ozdobnaSprowadzona do Europy w XVII wieku, z czasem zdziczała, rozsiewa się naturalnie, często zachwaszczając otoczenie. Obecnie wyhodowano wiele odmian o kolorowych liściach często z barwnymi obwódkami, które często sadzone są w ogrodach przydomowych. Zwykle są to formy szczepione na pniu. Sposób uprawy: Sadzony z gotowych sadzonek. Nie ma specjalnych wymagań co do gleby. Najlepiej rośnie na miejscach słonecznych. Chcąc uzyskać ładny, zagęszczony wygląd korony należy ją systematycznie przycinać.
Inne zastosowania
- Bywa wykorzystywany do pozyskiwania syropu klonowego[7].